# Henri Matisse
Henri-Émile-Benoît Matisse (Le Cateau-Cambrésis, 31 de dezembro de 1869 — Nice, 3 de novembro de 1954) foi um artista francês, conhecido por seu uso da cor e sua arte de desenhar, fluida e original. Foi um desenhista, gravurista e escultor, mas é principalmente conhecido como um pintor. Matisse é considerado, juntamente com Picasso e Marcel Duchamp, como um dos três artistas seminais do século XX, responsável por uma evolução significativa na pintura e na escultura. Embora fosse inicialmente rotulado de fauvista (uso de cores puras, sem misturar com outras), na década de 1920 ele foi cada vez mais aclamado como um defensor da tradição clássica na pintura francesa. Seu domínio da linguagem expressiva da cor e do desenho, exibido em um conjunto de obras ao longo de mais de meio século, valeram-lhe o reconhecimento como uma figura de liderança na arte moderna.

## Biografia
Henri-Émile-Benoît Matisse nasceu em Le Cateau-Cambrésis, região do Nord-Pas de Calais, em 31 de dezembro de 1869, e cresceu em Bohain-en-Vermandois, na região da Picardia, onde seus pais possuíam um negócio de sementes. Era o primeiro filho do casal. Filho de um comerciante de cereais que achava que os artistas não passavam de boêmios irresponsáveis e incentivou o filho a entrar na Faculdade de Direito, em Paris, em 1887. Foi para Paris para estudar direito, trabalhando como um administrador do tribunal de Le Cateau-Cambrésis, depois de obter sua qualificação.
Começou a pintar em 1889, quando sua mãe lhe trouxe o material necessário durante um período de convalescença após um ataque de apendicite. Na pintura, descobriu uma espécie de "paraíso", como ele mais tarde descreveu, e decidiu, então, tornar-se um artista, decepcionando profundamente seu pai.
Em 1891, retornou a Paris para estudar arte na Academia Julian e tornou-se um aluno de William-Adolphe Bouguereau e Gustave Moreau. Inicialmente, pintou naturezas-mortas e paisagens no tradicional estilo flamengo, no qual ele obteve proficiência razoável. Chardin foi um dos pintores mais admirados por Matisse. Como um estudante de arte, fez quatro cópias de pinturas de Chardin no Louvre. Em 1896, exibiu cinco pinturas no salão da Sociedade Nacional de Belas Artes e o estado comprou duas de suas pinturas. O resultado permitiu o contato com Auguste Rodin e Camille Pissarro. Em Luxemburgo, a partir de 1897, começa a se interessar pelo impressionismo.
Em 1897 e 1898, visitou o pintor John Peter Russell na ilha Belle-Isle, na costa da Bretanha. Russell introduziu-o no impressionismo e mostrou-lhe o trabalho de Van Gogh (que tinha sido um bom amigo de Russell, mas era completamente desconhecido na época). O estilo de Matisse mudou completamente e ele diria, mais tarde: "Russell foi meu professor, e Russell explicou a teoria da cor para mim".
Matisse tinha, em sua casa, um busto de gesso feito por Rodin, um quadro de Gauguin, um desenho de Van Gogh e, o mais importante, Três Banhistas, de Cézanne. Na percepção de Cézanne da estrutura e cor pictóricas, Matisse encontrou sua principal inspiração. Muitas de suas pinturas entre 1899 e 1905 fazem uso de uma técnica pontilhista adotada de Signac. Em 1898, foi para Londres para estudar a pintura de J. M. W. Turner e, então, partiu em uma viagem à Córsega.
Com a modelo Caroline Joblau, ele teve uma filha, Marguerite, nascida em 1894. Em 1898, casou-se com Amélie Noellie Parayre; os dois educaram Marguerite juntos e tiveram dois filhos: Jean (nascido em 1899) e Pierre (nascido em 1900). Marguerite, frequentemente, serviu como modelo para Matisse.
Em uma semana de passeio a Londres, conheceu a pintura de William Turner, que também viria a influenciá-lo, após conselho de Camille Pissarro.
Ele expôs em 1901 no Salão dos Independentes e participou pela primeira vez do Salão de Outono em 1903. Em exposição realizada em 1904 por Ambroise Vollard, não obteve grande sucesso. No ano seguinte, juntamente com o grupo, expôs no salão de Paris. Desta vez, o grupo foi reconhecido como os fauves e Matisse como líder. Outra parte do público ficou escandalizada com as cores violentas e puras de suas obras.
Várias viagens, que seriam inspiradoras, foram feitas neste período. Ele visitou Argélia, Itália, Alemanha, Marrocos, Rússia, Estados Unidos e Taiti.
Desde 1904, Matisse trabalhou parte de cada ano no sul em Saint-Tropez e Collioure e, mais tarde, na Espanha e em Marrocos.
Em 1908, fundou a Academia Matisse para uma seleção cosmopolita de estudantes e publicou "Notas de um Pintor", onde estavam suas crenças artísticas. A academia foi paralisada em 1911.
Entre 1913 e 1917, fase que ele considerou a mais importante, sua pintura era um pouco austera, com linhas retas e formas geométricas. Depois, seu estilo ficou mais solto, figuras femininas e o interior foram seus principais temas, trabalhados em estilo livre e com cores decorativas.
Em 1916 e 1917, passou os invernos em Nice e, depois, decidiu ficar na Côte d'Azur, que ele considerou um paraíso, conforme está descrito em seus quadros.
Matisse conseguiu reputação internacional com exibições em Moscou, Berlim, Munique e Londres.
Em 1913, expôs em Nova Iorque ao lado de Marcel Duchamp e Francis Picabia, como representantes de uma precursora arte moderna.
Em 1919, recebeu atribuições de Ígor Stravinski e Serguei Diaguilev para desenhar os costumes e cenários de um balé apresentado em Londres.
Em 1927, organizou uma retrospectiva em Nova Iorque. De volta a Paris, trabalha na ilustração de um romance de James Joyce, Ulisses, ao qual deu as cores dos costumes dos balés russos de Monte Carlo.
Em 1941, adoentado por um câncer, foi hospitalizado em Lyon, onde os médicos deram, a ele, seis meses de vida. Sem poder viajar, utilizou experiências recolhidas em suas viagens para aperfeiçoar sua originalidade. Sua enfermeira, Monique Bourgeois, aceitou ser sua modelo. Nesse período, Matisse inventou a técnica de "desenho com tesoura", quando também implementou a série Jazz.
Em Vence, comuna da região de Provence-Alpes-Côte d'Azur e onde viveu já doente, trocou cerca de 1 200 cartas com o escritor francês André Rouveyre.
Em 1945, fez uma grande retrospectiva no Salão de Outono, quando realizou trabalhos com tapeçaria inspirados pelo céu e mar da Polinésia Francesa.
Em 1952, inaugurou um museu em sua cidade natal.
Seu trabalho A tristeza do rei foi o último autorretrato.
Henri Matisse foi sepultado no cemitério de Cimiez, em Nice.

## Estilo
Matisse foi influenciado pelas obras de Nicolas Poussin, Antoine Watteau, Jean-Baptiste-Siméon Chardin, Edouard Manet, e os pós-impressionistas Cézanne, Gauguin, Van Gogh e Signac, e também por Auguste Rodin e pela arte japonesa.[carece de fontes?]
O movimento entre a pintura e a escultura relaxava o artista.
Sua escultura era uma extensão da sua pintura, sua admissão pela arte primitiva estava mais aparente. Em alguns trabalhos ele explora o sólido, aspectos estruturais do corpo com um certo exagero a fim de alcançar uma clara expressão da forma.
Apesar de nunca ter se juntado aos Cubistas, sofreu algumas influências deste grupo.
Matisse, como outros artistas do movimento, rejeitava a luminosidade impressionista, e usava a cor como fator principal da pintura, levando-a às últimas consequências.
Conhecido e reconhecido por sua vivacidade, as cores de Matisse continuaram mesmo após a sua morte, tanto que Les coucous, tapis bleu et rose foi avaliada em 32 milhões de euros.
Argan dizia que a arte de Matisse era feita para decorar a vida dos homens. Foi considerado o artista do século em que viveu. Em suas pinturas gostava de motivos repetitivos, usava formas curvas e cores variadas. Este inventou também a técnica do "desenho com tesoura".
Matisse começou com cores vibrantes e depois voltou-se para Cézanne, o qual admirava pelo estilo.
Matisse pensava que os artistas tinham que ter olhos de criança, sempre olhar como se fosse a primeira vez.
Segundo Régine Pernoud, Matisse "era um artista no sentido medieval do termo. Seu trabalho era muito simples, escolhido para exprimir o que ele mesmo sentia. Era um trabalhador sem obstinação. Em seus cadernos de trabalho, várias páginas têm apenas alguns riscos. (...) Finalmente, esses traços, reconhecíveis por todos, mostram de maneira evidente sua significação, o resultado de muitas horas de trabalho".
Pablo Picasso o considerou seu maior rival, embora fosse seu amigo.